# Дроздовка (Удмуртия)
Дроздовка — деревня в Алнашском районе Удмуртии, входит в сельское поселение Староутчанское. Население — 142 человека (2012 г.).

## География
Дроздовка находится в лесистой местности в правобережье реки Колтымак (правый приток Тоймы) в 11 км к юго-западу от села Алнаши, в 33 км к югу от Можги и в 96 км к юго-западу от Ижевска.
Через деревню проходит автодорога Алнаши — Грахово, пересекающая Колтымак по мосту вблизи деревни.

## История
На 1914 год жители починка Дроздова Елабужского уезда Вятской губернии числились прихожанами Свято-Троицкой церкви села Алнаши.
В 1921 году, в связи с образованием Вотской автономной области, починок передан в состав Можгинского уезда. В 1924 году, при укрупнении сельсоветов, вошёл в состав Вотско-Гондыревского сельсовета Алнашской волости, а в 1925 году — в Староутчанский сельсовет. В 1929 году починок вошёл в новообразованный Алнашский район. В апреле 1929 года в деревне образована сельхозартель (колхоз) «Свой Труд».
- Мальцев Павел Петрович (1885 г.р.) — кулак.
- Мальцев Павел Петрович (1885 г.р.) — арестован 17 декабря 1937 года. Приговор: 10 лет.
- Мальцева Анна Ивановна — член семьи кулака.
- Мальцев Сергей Павлович — член семьи кулака.
- Мальцева Мария Димитриевна (1881 г.р.) — член семьи кулака.
- Мальцева Матрёна Егоровна (1905 г.р.) — член семьи кулака.
- Мальцев Иван Павлович (1905 г.р.) — член семьи кулака.
- Мальцев Иван Павлович (1905 г.р.) — мельник. Арестован 27 июля 1937 года. Приговор: 10 лет.
- Мальцев Анатолий Павлович (1919 г.р.) — член семьи кулака.
- Мальцева Мария Павловна (1921 г.р.) — член семьи кулака.
- Филимонов Илья Михайлович (1897 г.р.) — агент Уполнаркомзаг по району. Арестован 15 января 1942 года. Приговор: 10 лет.

В 1950 году колхоз «Свой Труд» вошёл в состав объединенного колхоза «имени Жданова».
В 1950 году деревня перечислена в Удмурт-Гондыревский сельсовет, а в 1958 году — в Староутчанский сельсовет.
16 ноября 2004 года Староутчанский сельсовет был преобразован в муниципальное образование «Староутчанское» со статусом сельского поселения.